# Leuchtturm Untereversand

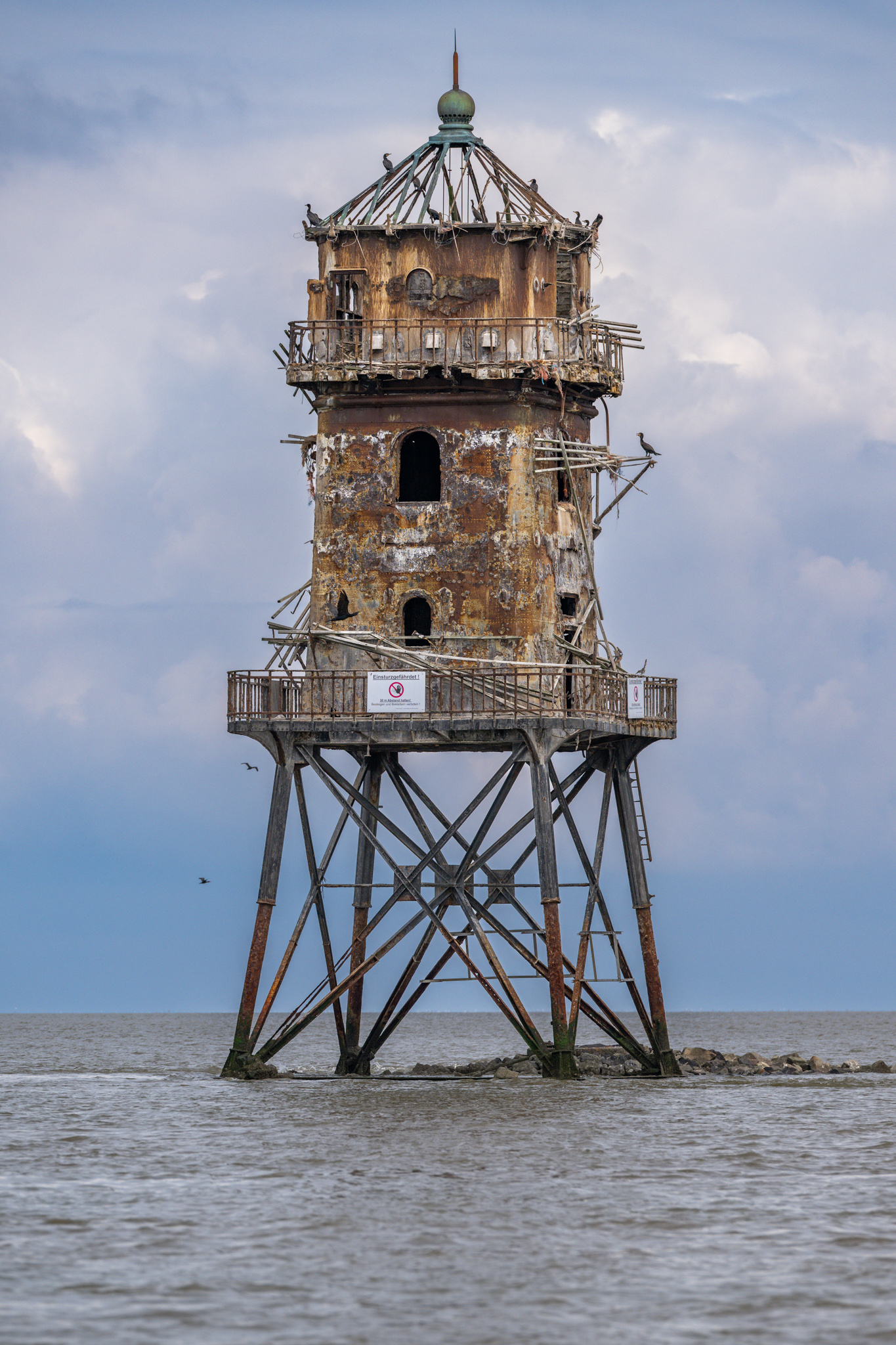
Ehem. Unterfeuer der Richtfeuerlinie Eversand

Der Leuchtturm Untereversand diente von 1887 bis 1923 als Unterfeuer für die Navigation durch den sogenannten Wurster Arm der alten Wesermündung.
Durch die Verlagerung von Sänden in der Außenweser musste das Hauptfahrwasser 1922 in den Fedderwarder Arm verlegt werden. Damit verloren Unter- und Oberfeuer der Richtfeuerlinie Eversand ihre Funktion. Während das Oberfeuer 2003 der Gemeinde Dorum übergeben und im März des Jahres nach Dorum-Neufeld versetzt wurde, blieb das Unterfeuer zunächst sich selbst überlassen. Vielen Kormoranen dient es heute als Nistplatz. Daher nennt man dieses Unterfeuer heute auch den „Kormoranturm“.